# Pray for Villains
Pray for Villains – czwarty album studyjny amerykańskiej grupy muzycznej DevilDriver wydany 14 lipca 2009 nakładem Roadrunner Records.
Na edycji limitowanej ukazały się cztery dodatkowej utwory. Opatrzona też była inną okładką.

## Lista utworów
1. Pray for Villains - 4:02
2. Pure Sincerity - 4:38
3. Fate Stepped In - 5:10
4. Back With a Vengeance - 3:42
5. I've Been Sober - 5:16
6. Resurrection Blvd. - 3:59
7. Forgiveness Is a Six Gun - 4:42
8. Waiting for November - 5:07
9. It's in the Cards - 4:25
10. Another Night in London - 3:05
11. Bitter Pill - 4:25
12. Teach Me to Whisper - 4:01
13. I See Belief - 3:55

Utwory bonusowe na edycji limitowanej
14. Self-Affliction - 4:49
15. Dust Be the Destiny - 3:10
16. Damning the Heavens - 2:19
17. Wasted Years (cover Iron Maiden) - 5:00

## Single
- "Pray for Villains" (2009)

## Teledyski
- Pray for Villains (reż. Nathan Cox)[2]
- Fate Stepped In[3]
- Another Night In London (reż. Daniel Burke)[4]

## Twórcy
Podstawowy skład
- Bradley "Dez" Fafara – wokal, teksty utworów
- Mike Spreitzer – gitara elektryczna
- Jeff Kendrick – gitara elektryczna
- Jon Miller – gitara basowa
- John Boecklin – perkusja, dodatkowa gitara

Udział innych
- Logan Mader - producent muzyczny, nagranie, miksowanie, dodatkowy twórca tekstów utworów "Pure Sincerity" i "Teach Me To Whisper"
- Andy Sneap – dodatkowa produkcja gitar i miks
- Myriam Santos - fotografie
- Ryan Clark / Invisible Creature (Seattle) - ilustracje, pomysł okładki

## Inne informacje
- Album jest pierwszym w historii grupy, na okładce którego nie widnieje logo zespołu.
- Wedle słów Deza Fafary postać sowy widniejąca na okładce płyty (w innej formie także na okładce edycji limitowanej) ma idealnie symbolizować w sobie bohatera i łotra - dokładnie w myśl słów w utworze tytułowym: ang. "When their heroes let them down they pray for villains" - pol. ("Gdy zawodzą ich bohaterowie, wtedy modlą się o łotrów")[5].
- Utwór "Waiting for November" (pol. "Czekając na listopad") dotyczył pogrzebu macochy Deza Fafary.
- Utwór "Forgiveness Is a Six Gun" zainspirowany został cyklem Mroczna Wieża Stephena Kinga.
- Utwór "Wasted Years" wydany na edycji specjalnej to cover grupy Iron Maiden (pierwotnie opublikowany na albumie Somewhere in Time z 1986). Został on także wydany na tribute-albumie Maiden Heaven: A Tribute to Iron Maiden (2008), składance coverów grupy Iron Maiden[6].